# Kanton Machault
Der Kanton Machault war bis 2015 ein französischer Wahlkreis im Arrondissement Vouziers, im Département Ardennes und in der Region Champagne-Ardenne; sein Hauptort (frz.: chef-lieu) war Machault. Die landesweiten Änderungen in der Zusammensetzung der Kantone brachten im März 2015 seine Auflösung. Vertreter im Generalrat des Départements war zuletzt Dominique Guérin. 
Der Kanton Machault war 194,38 km² groß und hatte 2337 Einwohner (Stand: 2012).

## Gemeinden
| Gemeinde              | Einwohner (Stand: 2022) | Code postal | Code Insee |
| --------------------- | ----------------------- | ----------- | ---------- |
| Cauroy                | 187                     | 08310       | 08092      |
| Chardeny              | 57                      | 08400       | 08104      |
| Dricourt              | 71                      | 08310       | 08147      |
| Hauviné               | 320                     | 08310       | 08220      |
| Leffincourt           | 189                     | 08310       | 08250      |
| Machault              | 492                     | 08310       | 08264      |
| Mont-Saint-Remy       | 53                      | 08310       | 08309      |
| Pauvres               | 198                     | 08310       | 08338      |
| Quilly                | 66                      | 08400       | 08351      |
| Saint-Clément-à-Arnes | 109                     | 08310       | 08378      |
| Saint-Étienne-à-Arnes | 245                     | 08310       | 08379      |
| Saint-Pierre-à-Arnes  | 66                      | 08310       | 08393      |
| Semide                | 173                     | 08400       | 08410      |
| Tourcelles-Chaumont   | 87                      | 08400       | 08455      |

## Bevölkerungsentwicklung
| 1962 | 1968 | 1975 | 1982 | 1990 | 1999 | 2012 |
| ---- | ---- | ---- | ---- | ---- | ---- | ---- |
| 2367 | 2570 | 2331 | 2181 | 2267 | 2098 | 2337 |